# Milagres de Jesus

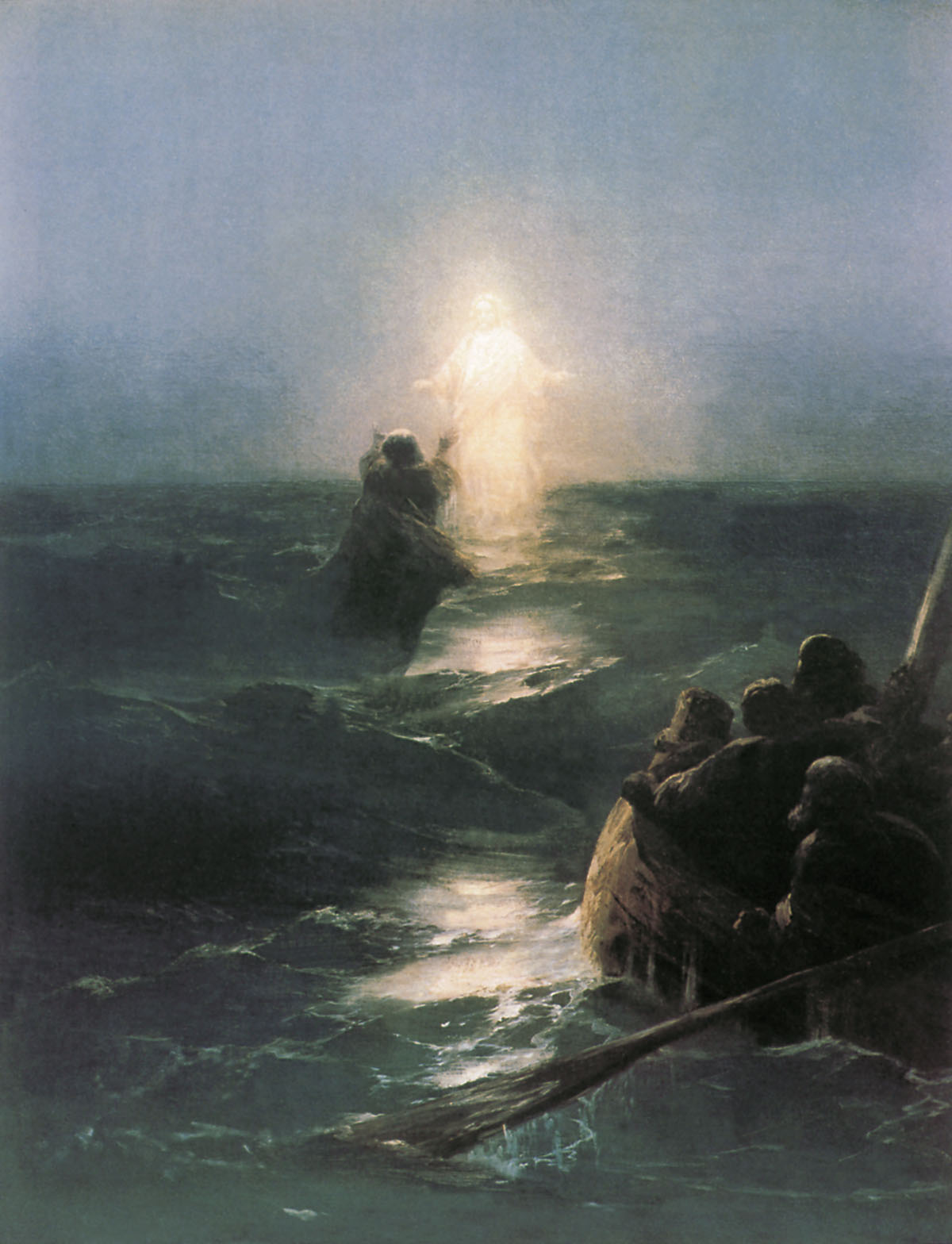
Jesus andando sobre as águas

Milagres de Jesus é a denominação comum dada aos feitos de Jesus de Nazaré registrados nos Evangelhos e tidos por muitos como uma das maiores provas de seu poder.

## Harmonia entre os quatro evangelhos
Por muitos séculos, autores cristãos revisaram, discutiram e analisaram os milagres atribuídos a Jesus nos Evangelhos. Na maioria dos casos, os estudiosos associaram cada milagre com ensinamentos específicos que refletem as mensagens de Jesus. Os milagres feitos por Jesus são mencionados em duas seções do Corão (Suras 3:49 e 5:110) em traços gerais com poucos detalhes ou comentários.
A quantidade exata de milagres depende de como os mesmos são contados. Exemplo: no milagre da "Filha de Jairo", uma mulher é curada e uma criança é ressuscitada, porém, os dois fatos são narrados num mesmo parágrafo  e tratados com um único fato. Além disso, os fatos da criança ter idade de doze anos e da mulher estar doente havia doze anos são objetos de muitas interpretações.
Por vezes não fica claro se dois diferentes milagres relatados se referem a um mesmo evento. No caso, por exemplo, da cura do servo do centurião romano, há a narração de como Jesus o cura a partir de Cafarnaum, à distância. No Evangelho de João há uma narração similar, mas consta que se trata do filho de um oficial real que teria sido curado à distância, o que não nos permite afirmar se teria ocorrido um ou dois milagres neste caso.
Os eventos narrados nos evangelhos antes do ministério de Jesus, como a Anunciação, e nem eventos grandiosos e centrais da vida do próprio Jesus, como a Ressurreição, geralmente ficam fora da lista dos milagres de Jesus Cristo.  Também, milagres atribuídos a Jesus depois de sua Ascensão não estão listados nessa categoria.. 
Deve-se notar também que no Evangelho de João  fica claro (em João 20:30) que no texto não estão listados todos os milagres de Jesus, mas uma parte deles.

## Lista dos milagres
| 1. Número | Evento                                              | Mateus        | Marcos        | Lucas         | João     |
| --------- | --------------------------------------------------- | ------------- | ------------- | ------------- | -------- |
| 01        | Transformou a água em vinho                         |               |               |               | 2,1 - 11 |
| 02        | Exorcismo na sinagoga de Cafarnaum                  |               | 1,21-28       | 4,31-37       |          |
| 03        | Pesca miraculosa em Genesaré                        | 4,18-22       | 1,16-20       | 5,1-11        |          |
| 04        | Jovem morto em Naim                                 |               |               | 7,11-17       |          |
| 05        | Cura do leproso                                     | 8,1-4         | 1,40-45       | 5,12-16       |          |
| 06        | Cura do servo do centurião Cura do filho do oficial | 8,5-13        |               | 7,1-10        | 4,46-54  |
| 07        | Cura da sogra de Pedro                              | 8,14-17       | 1,29-34       | 4,38-41       |          |
| 08        | Exorcismo ao anoitecer                              | 8,16-17       | 1,32-34       | 4,40-41       |          |
| 09        | Acalmando a tempestade                              | 8,23-27       | 4,35-41       | 8,22-25       |          |
| 10        | Endemoniado gadareno                                | 8,28-34       | 5,1-20        | 8,26-39       |          |
| 11        | Paralítico em Cafarnaum                             | 9,1-8         | 2,1-12        | 5,17-26       |          |
| 12        | Mulher com sangramento                              | 9,20-22       | 5,24-34       | 8,43-48       |          |
| 13        | Filha de Jairo                                      | 9,18-19.23-26 | 5,21-24.35-43 | 8,40-42.49-56 |          |
| 14        | Dois cegos da Galileia                              | 9,27-31       |               |               |          |
| 15        | Exorcismo do mudo                                   | 9,32-34       |               |               |          |
| 16        | Paralítico em Beteesda                              |               |               |               | 5,1-18   |
| 17        | Homem com a mão mirrada                             | 12,9-13       | 3,1-6         | 6,6-11        |          |
| 18        | Exorcismo de homem cego e mudo                      | 12,22-28      | 3,20-30       | 11,14-23      |          |
| 19        | Mulher doente                                       |               |               | 13,10-17      |          |
| 20        | Alimentando os 5000                                 | 14,13-21      | 6,31-44       | 9,10-17       | 6,5-15   |
| 21        | Caminhando sobre as águas                           | 14,22-33      | 6,45-52       |               | 6,16-21  |
| 22        | Cura em Genesaré                                    | 14,34-36      | 6,53-56       |               |          |
| 23        | Filha da mulher canaanita                           | 15,21-28      | 7,24-30       |               |          |
| 24        | Surdo-mudo em Decápolis                             |               | 7,31-37       |               |          |
| 25        | Alimentando os 4000                                 | 15,32-39      | 8,1-9         |               |          |
| 26        | Homem cego em Bethsaida                             |               | 8,22-26       |               |          |
| 27        | Transfiguração de Jesus                             | 17,1-13       | 9,2-13        | 9,28-36       |          |
| 28        | Menino possuído pelo Demônio                        | 17,14-21      | 9,14-29       | 9,37-49       |          |
| 29        | Moeda na boca do peixe                              | 17,24-27      |               |               |          |
| 30        | Homem com hidropisia                                |               |               | 14,1-6        |          |
| 31        | Cura de dez leprosos                                |               |               | 17,11-19      |          |
| 32        | Cego de nascença                                    |               |               |               | 9,1-12   |
| 33        | Cego próximo a Jericó                               | 20,29-34      | 10,46-52      | 18,35-43      |          |
| 34        | Retorno de Lázaro                                   |               |               |               | 11,1-44  |
| 35        | Amaldiçoando a figueira                             | 21,18-22      | 11,12-14      |               |          |
| 36        | Jesus curando a orelha do servo                     |               |               | 22,49-51      |          |
| 37        | Pesca de 153 peixes em Tiberíades                   |               |               |               | 21,1-24  |